# 250-Euro-Münze
250-Euro-Münzen werden als Sammler- bzw. Gedenkmünzen von mehreren europäischen Ländern herausgegeben. Die folgende Auflistung führt zu den beiden Ausgabeländern und deren Sammlermünzen-Editionen:
- 250-Euro-Münze (Frankreich)
- 250-Euro-Münze (Luxemburg)